# الوكالة العامة لشؤون المرأة والأسرة
الوكالة العامة لشؤون المرأة والأسرة هو منصب وزاري في إيران، ويرأسه أحد نواب رئيس الجمهورية الإيرانية.

## تاريخ
قبل الثورة الإيرانية عام 1979، خدمت امرأة واحدة فقط بنفس الصفة. شغلت مهناز أفخامي منصبها كوزيرة حكومية مسؤولة عن شؤون المرأة تحت إدارة رئيس الوزراء أمير عباس هويدا.
عُينت شهلا حبيبي كرئيسة «مكتب شؤون المرأة» الحديث آنذاك  ومستشارة في عام 1992. وبحسب ما ورد كانت نائبتها معصومة ابتكار «القوة الدافعة الرئيسية» وراء إنشاء المكتب. تم تغيير اسم المكتب إلى «مركز شؤون مشاركة المرأة» تحت إدارة محمد خاتمي وظل دوره استشاريا، وعُيينت زهرة شجاعي رئيسة له. في عهد محمود أحمدي نجاد، تمت إعادة تسمية المكتب إلى «مركز شؤون المرأة والأسرة» في عام 2005، وهو تغيير يشير إلى الموقف المحافظ تجاه النساء. عملت نسرين سلطانة، وزهرة طبيب زاده نوري، ومريم مجتهد زاده في منصب رئاسة المكتب حتى عام 2013، عندما تمت ترقية رئيس المكتب إلى نائب رئيس الجمهورية الإيرانية.
| اسم                 | مكتب                        | الفترة    | المُعَيِّن              |
| ------------------- | --------------------------- | --------- | ------------------- |
| مهناز أفخامي        | وزير بلا حقيبة لشؤون المرأة | 1976-1978 | أمير عباس حبيدة     |
| شهلا حبيبي          | مكتب شؤون المرأة            | 1992-1997 | أكبر هاشمي رفسنجاني |
| زهرة شجاعي          | مركز شؤون مشاركة المرأة     | 1998-2005 | محمد خاتمي          |
| نسرين سلطانة        | مركز شؤون المرأة والأسرة    | 2005-2006 | محمود احمدي نجاد    |
| زهرة طبيب زاده نوري | مركز شؤون المرأة والأسرة    | 2006-2009 | محمود احمدي نجاد    |
| مريم مجتهد زاده     | مركز شؤون المرأة والأسرة    | 2009-2013 | محمود احمدي نجاد    |

## نواب الرئيس
| اسم              | مدة في المنصب | مدة في المنصب | الانتماء                          | رئاسة            |
| اسم              | غُينت          | غادرت         | الانتماء                          | رئاسة            |
| ---------------- | ------------- | ------------- | --------------------------------- | ---------------- |
| مريم مجتهد زاده  | 27 يوليو 2013 | 8 أكتوبر 2013 | غير معلوم                         | محمود احمدي نجاد |
| شهيندخت مولاوردي | 8 أكتوبر 2013 | 9 أغسطس 2017  | جبهة المشاركة الإسلامية الإيرانية | حسن روحاني       |
| معصومة ابتكار    | 9 أغسطس 2017  | 1 سبتمبر 2021 | جبهة المشاركة الإسلامية الإيرانية | حسن روحاني       |
| انسيه الخزعلي    | 1 سبتمبر 2021 | لازالت للحظة  | غير معلوم                         | إبراهيم رئيسي    |